# Rheinisch-Westfälisches Roheisensyndikat
Das Rheinisch-Westfälische Roheisensyndikat war ein Kartell von Herstellern von Roheisen in der Rheinprovinz und der Provinz Westfalen. 1896 mit Sitz in Düsseldorf gegründet, nahm es am 1. Januar 1897 seinen Betrieb auf. Da es dem Kartell nicht gelang, das Eisenwerk Kraft aus Stettin sowie Hüttenwerke in Oberschlesien in die Gründung eines deutschlandweiten Kartells einzubeziehen, fiel das Roheisensyndikat 1908 auseinander, so dass dessen Mitglieder ab dem 1. Oktober 1909 keinen Preisbindungen mehr unterlagen.

## Geschichte
Im Zuge der Hochindustrialisierung in Deutschland kam es in den 1890er Jahren zu einer Konzentrationsbewegung in der Montanindustrie. 1893 gründeten Zechen des Ruhrgebiets das Rheinisch-Westfälische Kohlen-Syndikat als gemeinsame Absatzorganisation in Essen. Am 21. Dezember 1896 schlossen sich fast alle Hütten in der Rheinprovinz und in Westfalen in dem Rheinisch-Westfälischen Roheisensyndikat zusammen, um ebenfalls einem Preisverfall entgegenzutreten bzw. bessere Preise für ihre Produkte durchsetzen zu können. Der Sitz der Verkaufsorganisation, die ab 1899 nach der Vereinigung mit einem Syndikat aus dem Siegerland die vertragliche Bezeichnung „Roheisen-Syndikat zu Düsseldorf“ trug und die Preise für den Absatz der Produkte ihrer Mitglieder verbindlich regelte, war in Düsseldorf, das sich in dieser Zeit zum „Schreibtisch des Ruhrgebiets“ entwickelte und bereits Sitze von Verbänden und Verkaufsstellen der Eisen- und Stahlindustrie aufwies. Verknüpft war das Syndikat dort mit anderen regionalen Wirtschaftsorganisationen. Es gelang ihm, sich mit einem weiteren Syndikat des Raums Lothringen-Luxemburg zu verbinden. 1903 erfuhr das Syndikat eine Stärkung, da ihm die Regelung der gesamten deutschen Roheisenausfuhr übertragen wurde. Außenseiter wie die Eisenwerke Kraft in Stettin, die mit ihnen verbundene Niederrheinische Hütte in Duisburg sowie Hütten in Oberschlesien, die sich dem Kartell nicht angeschlossen hatten, unterliefen dessen Preispolitik, so dass die Mitglieder ihrem Kartell schließlich zum 31. Dezember 1908 kündigten und dessen Preisvorgaben zum 1. Oktober 1909 endgültig ausliefen.
1910 wurde in Essen der Roheisenverband als Nachfolger des Roheisensyndikats gegründet. Ihm gelang es bis 1912, alle Außenseiter einzubinden.